# Tureia (comuna)
Tureia é uma comuna da Polinésia Francesa, no arquipélago de Tuamotu. Estende-se por uma área de 7 km², com  314 habitantes, segundo os censos de 2002, com uma densidade de 43 hab/km².